# Inorganic Syntheses
Inorganic Syntheses è una collana editoriale specializzata in chimica inorganica. Vengono pubblicate procedure di sintesi "dettagliate e infallibili" per la sintesi di composti inorganici. Ogni sintesi viene verificata da ricercatori indipendenti dagli autori, e ciascun volume ha un curatore, ma in genere i contributi vengono citati usando lo stile delle riviste accademiche, e vengono menzionati solo gli autori. Si usa un formato analogo anche per la collana Organic Syntheses. Viene pubblicata dall'editore Wiley-VCH.